# Eufairmairia brevicornis
Eufairmairia brevicornis är en insektsart som beskrevs av Goding. Eufairmairia brevicornis ingår i släktet Eufairmairia och familjen hornstritar. Inga underarter finns listade i Catalogue of Life.